# ستریژوویتسه (ناحیه ییندریخوف هرادتس)
ستریژوویتسه (به چکی: Střížovice) یک منطقهٔ مسکونی در جمهوری چک است که در ناحیه ییندریخوف هرادتس واقع شده‌است. ستریژوویتسه ۱۲٫۳۵ کیلومتر مربع مساحت و ۵۷۸ نفر جمعیت دارد و ۵۳۲ متر بالاتر از سطح دریا واقع شده‌است.